# Juan Carlos Elizalde
Juan Carlos Elizalde Espinal (ur. 25 czerwca 1960 w Mezkiritz) – hiszpański duchowny katolicki, biskup Vitorii od 2016.

## Życiorys

### Prezbiterat
Święcenia kapłańskie otrzymał 3 października 1987 i został inkardynowany do archidiecezji Pampeluny i Tudeli. Był m.in. kapelanem politechniki w Madrycie, wykładowcą Uniwersytetu Nawarry oraz wikariuszem biskupim dla rejonu Pampeluna-Cuenca-Roncesvalles.

### Episkopat
8 stycznia 2016 papież Franciszek mianował go biskupem ordynariuszem diecezji Vitoria. Sakry udzielił mu 12 marca 2016 nuncjusz apostolski w Hiszpanii - arcybiskup Renzo Fratini.